# پیمان‌شکن (بازی تاج‌وتخت)
«پیمان‌شکن» (انگلیسی: Oathbreaker) قسمت سوم از فصل ششمِ مجموعهٔ تلویزیونیِ خیال‌پردازانهٔ بازی تاج‌وتخت و قسمت ۵۳ از کلِ این سریال است. فیلم‌نامه‌نویس‌های این قسمت دیوید بنیاف و دی. بی. وایس، و کارگردان آن دانیل سَـکهایم است.

## تولید

### نویسندگی
قسمت «پیمان‌شکن» توسط سازندگان سریال، دیوید بنیاف و دی. بی. وایس نوشته شده است. برخی عناصر این قسمت بر اساس رمان ششم از مجموعه ترانه یخ و آتش با عنوان بادهای زمستان ساخته شده‌اند که نویسنده، جرج آر. آر. مارتین، امیدوار بود پیش از آغاز پخش فصل ششم آن را به پایان برساند. این قسمت همچنین شامل عناصری از فصل «دختر نابینا» در رقصی با اژدهایان و چند فصل از سفر سم‌ول تارلی به سیتادل در ضیافتی برای کلاغ‌ها است. یورش به برج شادی رویدادی بود که در رؤیایی از ند استارک در فصل «ادارد دهم» از بازی تاج‌وتخت به تصویر کشیده شده بود.
در بخش «پشت‌صحنه سریال» برای «پیمان‌شکن»، شورانر دی. بی. وایس درباره فلش‌بک برج شادی گفت: «یکی از بهترین جنبه‌های سفر به گذشته همراه با برن این است که می‌توان تفاوت بین تاریخ پذیرفته‌شده، چیزهایی که همه درباره‌شان شنیده‌اند، و آنچه در واقعیت اتفاق افتاده را دید.» بنیاف ادامه داد: «هر بچه‌ای که در وستروس بزرگ می‌شود، درباره این نبرد شمشیر افسانه‌ای که بیست سال پیش رخ داده شنیده، و تا جایی که برن می‌دانست، فقط این بود که پدرش آن مرد افسانه‌ای را شکست داده است.» وایس همچنین اظهار داشت: «شرافت برای ند استارک آن‌قدر مهم بود که حاضر بود جانش را برایش بدهد، اما او کاملاً آماده بود که از آن شرافت و بزرگی دست بکشد تا کاری را انجام دهد که واقعاً فکر می‌کرد مهم‌تر است. می‌توان دفاع بسیار قوی‌ای از کاری که ند انجام داد ارائه داد، و این قطعاً اسطوره ند استارک را که در این دنیا جریان دارد، به‌ویژه پس از مرگش، دچار خدشه می‌کند.»
در مورد صحنه اول قسمت، زمانی که جان اسنو از روی میز بلند می‌شود، وایس گفت: «در اولین نسخه‌ای که نوشتیم، بازگشت جان به زندگی شامل دیالوگ‌های بیشتری بود. اما وقتی آن را روی کاغذ دیدیم، متوجه شدیم دیالوگ‌ها بیش از حد هستند و تصمیم گرفتیم که فقط شکوه آن لحظه را همان‌طور که هست نشان دهیم.»

### بازیگران
ناتالیا تنا (اوشا) و آرت پارکینسون (ریکان استارک)، که هر دو تا فصل سوم نقش‌های مکرر در سریال داشتند، در این قسمت برای اولین بار بازمی‌گردند. همچنین این قسمت آخرین حضور یکی از شخصیت‌های مکرر از قسمت «لرد اسنو» در فصل اول است: سر الیسر تورن با بازی اوون تیال.
برای صحنه فلش‌بک در برج شادی، بازیگر رابرت آرمایو برای ایفای نقش ند استارک جوان انتخاب شد. او در مصاحبه‌ای با بازدید هالیوود گفت که طرفدار بزرگ سریال بوده و «بودن در این پروژه برایم افتخار و هدیه‌ای بزرگ بود.» درباره نزدیک بودن بازی‌اش به شان بین، که نقش ند استارک را در فصل اول ایفا کرده بود، آرامایو گفت: «نمی‌خواستم زیاد درگیر این موضوع شوم که صدایم مثل شان باشد، چون فکر می‌کنم اگر تمام تمرکزم روی این موضوع بود، مانعی برایم ایجاد می‌کرد. کلی فیلم از بازی او در نقش ند در فصل اول را بارها دیدم، به‌ویژه یکی از صحنه‌های مبارزه خاص، که فکر می‌کنم بیشترین کمک را به من کرد برای ساختن نسخه جوان‌تر ند — تماشای کاری که شان در فصل اول با این شخصیت کرد و تلاش برای درک نسخه جوان‌تر او.» در مصاحبه‌ای جداگانه با هالیوود ریپورتر، آرامایو درباره تست بازیگری گفت: «حتی فرصت تست دادن برای این سریال، برایم یک رؤیای واقعی بود. بسیار هیجان‌زده بودم برای تست، و گرفتن نقش فراتر از تصورم بود. وقتی فهمیدم نقشی که گرفتم ند استارک است، کاملاً شگفت‌زده شدم.»